# Championnats d'Europe féminins de judo 1983
 (décembre 2022).
Navigation
Édition précédente Édition suivante
Les championnats d'Europe féminins de judo 1983 sont la 9e édition des championnats d'Europe féminins de judo, qui s'est déroulée les 4 et 5 mai 1983 à Gènes, en Italie.

## Résultats
| Épreuves             | Or                       | Argent                   | Bronze                                                 |
| -------------------- | ------------------------ | ------------------------ | ------------------------------------------------------ |
| - 48 kg super-légers | Karen Briggs (GBR)       | Anna-Maria Valvano (ITA) | Birgit Friedrich (FRG) Fabienne Boffin (FRA)           |
| - 52 kg mi-légers    | Loretta Doyle (GBR)      | Pascale Doger (FRA)      | Edith Hrovat (AUT) Patricia Montaguti (ITA)            |
| - 56 kg légers       | Gerda Winklbauer (AUT)   | Regina Philips (FRG)     | Liesbeth Beeks (NED) Béatrice Rodriguez (FRA)          |
| - 61 kg mi-moyens    | Ann Hughes (GBR)         | Gabi Ritschel (FRG)      | Martine Rottier (FRA) Herta Reiter (AUT)               |
| - 66 kg moyens       | Laura Di Toma (ITA)      | Dawn Netherwood (GBR)    | Alexandra Schreiber (FRG) Gertrude Kranzl-Kobler (AUT) |
| - 72 kg mi-lourds    | Ingrid Berghmans (BEL)   | Véronique Vigneron (FRA) | Barbara Claßen (FRG) Karin Posch (AUT)                 |
| + 72 kg lourds       | Maria Teresa Motta (ITA) | Natalina Lupino (FRA)    | Marjolein van Unen (NED) Helen Wantling (GBR)          |
| Toutes catégories    | Ingrid Berghmans (BEL)   | Maria Teresa Motta (ITA) | Barbara Claßen (FRG) Karin Posch (AUT)                 |

## Tableau des médailles
| Rang | Nation               | Or | Argent | Bronze | Total |
| ---- | -------------------- | -- | ------ | ------ | ----- |
| 1    | Royaume-Uni          | 3  | 1      | 1      | 5     |
| 2    | Italie               | 2  | 2      | 1      | 5     |
| 3    | Belgique             | 2  | 0      | 0      | 2     |
| 4    | Autriche             | 1  | 0      | 5      | 6     |
| 5    | France               | 0  | 3      | 3      | 6     |
| 6    | Allemagne de l'Ouest | 0  | 2      | 4      | 6     |
| 7    | Pays-Bas             | 0  | 0      | 2      | 2     |
|      |                      | 8  | 8      | 16     | 32    |